# Sent Salvi de Carcavés
Sent Salvi de Carcavés (en francès Saint-Salvi-de-Carcavès) és un municipi francès situat al departament del Tarn i a la regió d'Occitània.

## Demografia
| 1962                                       | 1968 | 1975 | 1982 | 1990 | 1999 | 2007 |
| ------------------------------------------ | ---- | ---- | ---- | ---- | ---- | ---- |
| 90                                         | 121  | 111  | 103  | 102  | 101  | 91   |
| Des de 1962: població sense dobles comptes |      |      |      |      |      |      |

## Administració
| Període   | Identitat        | Partit |
| --------- | ---------------- | ------ |
| 2001-2008 | Evelyne Bousquet |        |
| 2008-     | Edmond Klimezak  |        |